# Horizontale programmering
Horizontale programmering is het principe dat een bepaald radio- of televisieprogramma iedere dag op dezelfde tijd wordt uitgezonden. 
De gedachte hierachter is dat de kijker dan makkelijker afstemt op het programma en dit dus een hogere kijkdichtheid oplevert. Een voorbeeld hiervan in Nederland is het Achtuurjournaal, dat al jaren als een instituut beschouwd wordt.
De term horizontale programmering werd in Nederland in de jaren 1960 geïntroduceerd door Joost den Draaijer (alias Willem van Kooten), destijds programmaleider en presentator bij de zeezender Veronica. Voor die tijd waren er op deze zeezender slechts kwartiertjes en halve uurtjes met programma's te beluisteren, die ook nog eens versnipperd over de week werden uitgezonden. Horizontale programmering werd ook toegepast door de andere zeezenders, en pas vanaf zondag 4 oktober 1992 op de nationale publieke popzender Radio 3. TROS Driedraai met Eddy Willemsen opende de horizontale programmering op Radio 3. Tot die tijd had iedere omroep een vaste uitzenddag in de week, alleen het NOS-programma De Avondspits was horizontaal geprogrammeerd.